# 钱德洛迪耶
钱德洛迪耶（Chandlodiya），是印度古吉拉特邦Ahmadabad县的一个城镇。总人口56135（2001年）。

## 人口
该地2001年总人口56135人，其中男性30055人，女性26080人；0—6岁人口6559人，其中男3670人，女2889人；识字率73.99%，其中男性为79.44%，女性为67.71%。